# Neomaso articeps
Neomaso articeps är en spindelart som beskrevs av Alfred Frank Millidge 1991. Neomaso articeps ingår i släktet Neomaso och familjen täckvävarspindlar. Inga underarter finns listade i Catalogue of Life.